# Тудор-Владіміреску (Ясси)
Тудор-Владіміреску (рум. Tudor Vladimirescu) — село у повіті Ясси в Румунії. Входить до складу комуни Могошешть-Сірет.
Село розташоване на відстані 304 км на північ від Бухареста, 60 км на захід від Ясс.

## Населення
За даними перепису населення 2002 року у селі проживали 966 осіб, з них 964 особи (99,8%) румунів. Рідною мовою 965 осіб (99,9%) назвали румунську.